# Caldarium

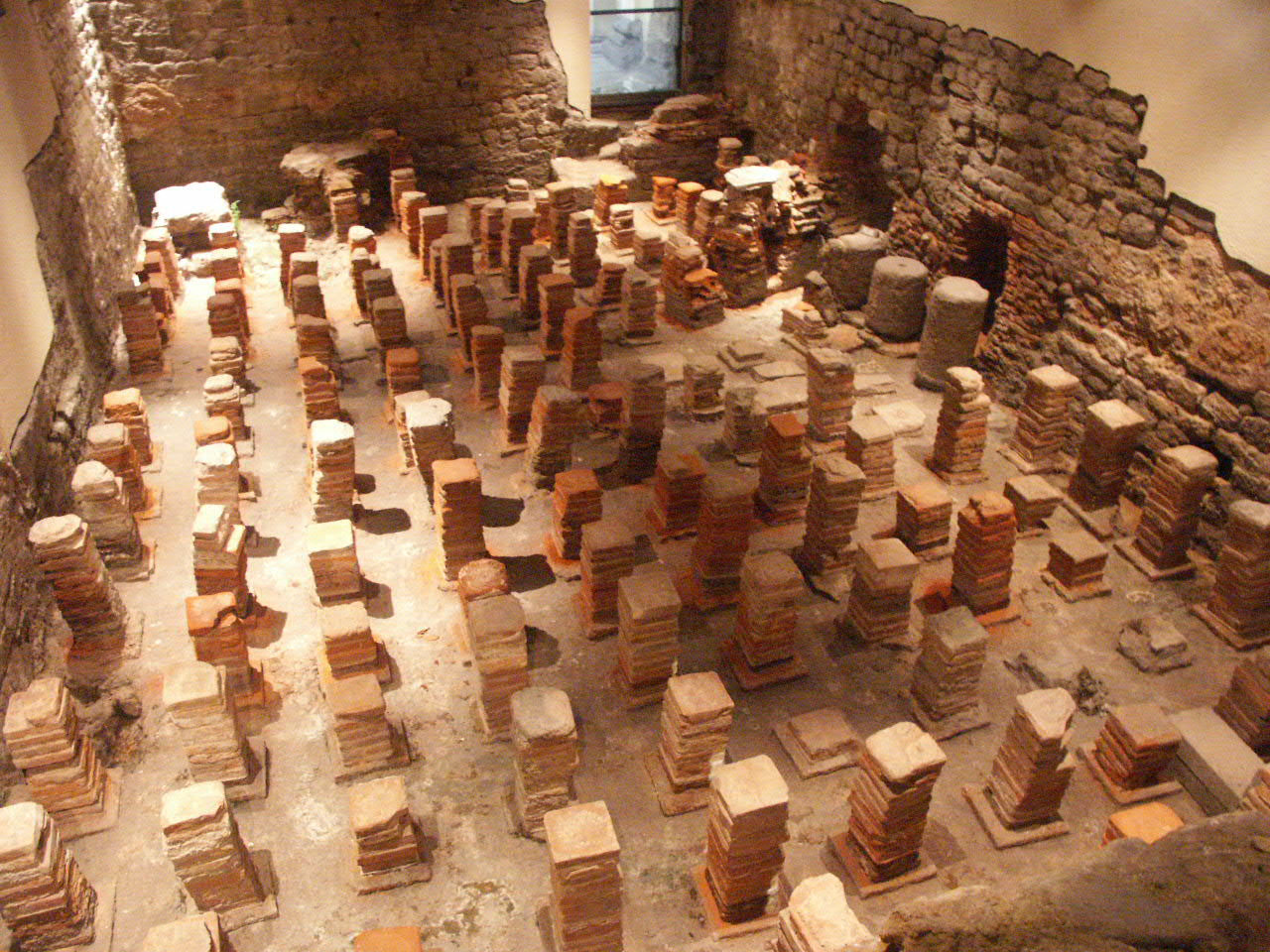
Caldarium i de romerska baden i Bath i England. Golvet har tagits bort för att visa tomrummet där hetluften strömmade och värmde upp golvet.

Caldarium (av latin calidus, "varm", "het") var varmbadrummet i en romersk badanläggning, jämför termer. Detta var ett mycket varmt och ångande rum och värmdes med en hypokaust, ett golvvärmesystem. Detta var det varmaste rummet i en rad av badrum. Efter caldarium skulle de badande tillbaka genom tepidarium till frigidarium. 